# Trout River (Liard River)
Der Trout River ist ein etwa 92 km langer rechter Nebenfluss des Liard River im Norden der kanadischen Provinz British Columbia.

## Flusslauf
Er hat seinen Ursprung am Gundahoo Pass 20 km westlich des Sees Muncho Lake. Er fließt zuerst nach Südosten zum Südende des Muncho Lake. Diesen verlässt er wieder an dessen Nordende und fließt weitere 50 km nach Norden, bis er nahe dem Ort Liard River auf den von Westen kommenden Fluss Liard River trifft. 
Die Stelle liegt am oberen Ende des "Grand Canyon of the Liard", der Teil des Liard River Corridor Provincial Park and Protected Area ist.